# Бубакар Бари
Бубакар Бари (фр. Boubacar Barry; 30. децембар 1979) бивши је фудбалер из Обале Слоноваче који је играо на позицији голмана.

## Клупска каријера
Каријеру је почео у домаћем клубу АСЕК Мимозас да би се након две сезоне проведених у резервном тиму Рена преселио у Белгију где је играо до краја каријере и то за Беверен и Локерен. Сезону 2017/18. је провео у Левену где је више обављао функцију тренера голмана.

## Репрезентативна каријера
Био је у саставу Обале Слоноваче на Светском првенству 2006. Играо је на утакмици против Србије и Црне Горе коју је Обала Слоноваче добила резултатом 3:2. Касније је играо и на СП 2010. и 2014. године. Учествовао је на укупно 7 Афричких купова нација.

## Статистика каријере

### Клупска
| Клуб              | Сезона            | Лига              | Лига    | Лига   | Куп     | Куп    | Европал | Европал | Остало  | Остало | Укупно  | Укупно |
| Клуб              | Сезона            | Дивизија          | Наступи | Голови | Наступи | Голови | Наступи | Голови  | Наступи | Голови | Наступи | Голови |
| ----------------- | ----------------- | ----------------- | ------- | ------ | ------- | ------ | ------- | ------- | ------- | ------ | ------- | ------ |
| Беверен           | 2003/04.          | Прва лига Белгије | 31      | 0      | —       | —      | —       | —       | —       | —      | 31      | 0      |
| Беверен           | 2004/05.          | Прва лига Белгије | 12      | 0      | —       | —      | 6       | 0       | —       | —      | 18      | 0      |
| Беверен           | 2005/06.          | Прва лига Белгије | 27      | 0      | —       | —      | —       | —       | —       | —      | 27      | 0      |
| Беверен           | 2006/07.          | Прва лига Белгије | 32      | 0      | —       | —      | —       | —       | —       | —      | 32      | 0      |
| Беверен           | Укупно            | Укупно            | 102     | 0      | 0       | 0      | 6       | 0       | 0       | 0      | 108     | 0      |
| Локерен           | 2007/08.          | Прва лига Белгије | 23      | 0      | —       | —      | —       | —       | —       | —      | 23      | 0      |
| Локерен           | 2008/09.          | Прва лига Белгије | 31      | 0      | —       | —      | —       | —       | —       | —      | 31      | 0      |
| Локерен           | 2009/10.          | Прва лига Белгије | 19      | 0      | 1       | 0      | —       | —       | —       | —      | 20      | 0      |
| Локерен           | 2010/11.          | Прва лига Белгије | 32      | 0      | 1       | 0      | —       | —       | —       | —      | 33      | 0      |
| Локерен           | 2011/12.          | Прва лига Белгије | 27      | 1      | 5       | 0      | —       | —       | —       | —      | 32      | 1      |
| Локерен           | 2012/13.          | Прва лига Белгије | 27      | 0      | 2       | 0      | 3       | 0       | —       | —      | 32      | 0      |
| Локерен           | 2013/14.          | Прва лига Белгије | 31      | 0      | 6       | 0      | —       | —       | —       | —      | 37      | 0      |
| Локерен           | 2014/15.          | Прва лига Белгије | 16      | 0      | 3       | 0      | 6       | 0       | —       | —      | 25      | 0      |
| Локерен           | 2015/16.          | Прва лига Белгије | 7       | 0      | 0       | 0      | —       | —       | —       | —      | 7       | 0      |
| Локерен           | 2016/17.          | Прва лига Белгије | 26      | 0      | 2       | 0      | —       | —       | —       | —      | 28      | 0      |
| Локерен           | Укупно            | Укупно            | 239     | 1      | 20      | 0      | 9       | 0       | 0       | 0      | 268     | 1      |
| Укупно у каријери | Укупно у каријери | Укупно у каријери | 341     | 1      | 20      | 0      | 15      | 0       | 0       | 0      | 376     | 1      |

### Репрезентативна
| Обала Слоноваче | Обала Слоноваче | Обала Слоноваче |
| Година          | Наступи         | Голови          |
| --------------- | --------------- | --------------- |
| 2000            | 1               | 0               |
| 2001            | 1               | 0               |
| 2005            | 2               | 0               |
| 2006            | 5               | 0               |
| 2007            | 7               | 0               |
| 2008            | 13              | 0               |
| 2009            | 7               | 0               |
| 2010            | 9               | 0               |
| 2011            | 5               | 0               |
| 2012            | 12              | 0               |
| 2013            | 11              | 0               |
| 2014            | 8               | 0               |
| 2015            | 1               | 0               |
| Укупно          | 82              | 0               |